# فری‌استون (کالیفرنیا)
فری‌استون (به انگلیسی: Freestone) یک منطقهٔ مسکونی در ایالات متحده آمریکا است که در شهرستان سونوما، کالیفرنیا واقع شده‌است. فری‌استون ۶۷ متر بالاتر از سطح دریا واقع شده‌است.